# Xenocalliphora clara
Xenocalliphora clara är en tvåvingeart som beskrevs av Dear 1986. Xenocalliphora clara ingår i släktet Xenocalliphora och familjen spyflugor. Inga underarter finns listade i Catalogue of Life.